# Krištof Dovjak
Krištof Dovjak, slovenski pesnik, dramatik, dramaturg * 1. marec 1967, Švedska.
Slovenski dramatik in pesnik Krištof Dovjak, rojen 1. marca leta 1967 na Švedskem, je ustvaril več del z antično tematiko. Živi v Ljubljani kot svobodni dramatik. Diplomiral je iz primerjalne književnosti in filozofije na Filozofski fakulteti Univerze v Ljubljani. Bil je gledališki kritik pri časopisu Dnevnik in dramaturg v Slovenskem ljudskem gledališču Celje.

## Delo
Leta 1999 je izšla njegova pesniška zbirka Veter v Odiseju, leta 2007 pa Prometej na plakatu. Leta 1996 je napisal cikel sonetov z naslovom Opus quantum.

### Poezija
- Opus quantum, 1996
- Veter v Odiseju, 1999
- Prometej na plakatu, 2007

### Dramatika
- Igre iz mesta, 2009
- Norost; komorni igri (2024)